# Lenka Karfíková
Lenka Karfíková (* 11. února 1963 Praha) je česká filozofka, teoložka a překladatelka (Plotin, Porfyrios, Augustin, Řehoř z Nyssy, Anselm z Canterbury, Hugo od Svatého Viktora). Učí filozofii na Evangelické teologické fakultě UK a dříve na filozofické fakultě UK v Praze, zároveň spolupracuje s Cyrilometodějskou teologickou fakultou UP v Olomouci. Jejím hlavním zájmem je křesťanské myšlení pozdní antiky a středověku. Je předsedkyní Patristické společnosti ČR a v letech 2015-2019 byla místopředsedkyní Association Internationale d’Études Patristiques, spolupracuje s mnoha univerzitními pracovišti v České republice a ve světě. 

## Život
Po absolvování gymnázia v Praze (1977–1981) studovala teologii na Komenského evangelické teologické fakultě v Praze (1981–1986), kterou ukončila prací „Exegeze Římanům 7“ (prof. Petr Pokorný) a státní zkouškou ze všech teologických oborů. V této době se zároveň účastnila bytových filozofických a teologických seminářů vedených Danielem Kroupou, Ivanem Chvatíkem a Otou Mádrem, sama pořádala ve svém bytě kurs dějin filozofie a současné teologie pro katolické bohoslovce a spolu se svými přáteli čtení antických a středověkých autorů. Od roku 1987 do roku 1989 působila jako redaktorka v teologickém vydavatelství Kalich v Praze.
V letech 1989–1991 pokračovala postgraduálním studiem teologie na Katolické univerzitě v Eichstättu (Bavorsko), které ukončila licenciátní prací „Synderesis nach dem Sentenzenkommentar Bonaventuras“ (prof. Philipp Kaiser). Poté (1991–1992) studovala na École Pratique des Hautes Études v Paříži antickou a středověkou filozofii. Doktorát z katolické teologie získala v roku 1996 v Eichstättu prací o středověkém pojetí krásy „De esse ad pulchrum esse: Theologische Relevanz der Schönheit im Werk Hugos von St. Viktor“ (prof. Michael Seybold). V letech 1994–1997 působila jako samostatná odborná pracovnice v Ústavu pro klasická studia AV ČR v Praze. V této době rovněž externě vyučovala systematickou teologii na Cyrilometodějské teologické fakultě Univerzity Palackého v Olomouci (1993-1998), stejný obor též na Vyšší pedagogicko-teologické škole Jabok, Praha (1993-1996) a na Institutu ekumenických studií, Praha (1997-1998).
Od roku 1998 (do roku 2002) vyučovala filozofii na Cyrilometodějské teologické fakultě Univerzity Palackého v Olomouci, kde se roku 1999 habilitovala v oboru křesťanské filozofie prací „Nekonečný Bůh a lidský život jako cesta bez konce“ a habilitační přednáškou „Jan Eriugena: kosmogonie a antropologie“. V letech 1998–2002 vedla katedru filozofie (později filozofie a patrologie) na Cyrilometodějské teologické fakultě. Za svého působení na teologické fakultě Univerzity Palackého v Olomouci založila Centrum pro práci s patristickými, středověkými a renesančními texty při Univerzitě Palackého v Olomouci, Masarykově univerzitě v Brně a Ústavu pro klasická studia AV ČR v Praze, a v letech 2000–2004 byla jeho ředitelkou. Od roku 2001 vyučovala středověkou filozofii na Ústavu filozofie a religionistiky FF UK v Praze.
Na pozvání prof. Ladislava Hejdánka vyučovala v roce 1998 filozofii na Evangelické teologické fakultě UK, kde se posléze v roce 2005 stala vedoucí katedry filozofie. V dubnu téhož roku byla na návrh Vědecké rady UK jmenována profesorkou, a stala se tehdy jediným profesorem Evangelické teologické fakulty v aktivním věku. S Cyrilometodějskou teologickou fakultou Univerzity Palackého dodnes spolupracuje jako badatelka v oblasti křesťanské pozdní antiky.
Od roku 2015 je členkou Učené společnosti ČR. V nakladatelství Oikúmené vedla několik let řady Fontes Latini Bohemorum, Knihovna středověké tradice, Knihovna raně křesťanské tradice.

## Dílo
Ve své badatelské činnosti se Lenka Karfíková věnuje pozdně antické filozofii (přeložila do češtiny a komentovala texty Plotina a Porfyria) a jejímu vlivu na křesťanské myšlení. Její disertace vyšla pod názvem De esse ad pulchrum esse. Schönheit in der Theologie Hugos von St. Viktor v nakladatelství Brepols 1998; její habilitační spis Řehoř z Nyssy: Boží a lidská nekonečnost v nakladatelství Oikúmené 1999. Monografie Milost a vůle podle Augustina vyšla v české (Oikúmené 2006) i anglické verzi (Grace and the Will according to Augustine, Brill 2012). Monograficky vyšly rovněž práce Milost podle Theodora z Mopsuestie (2012); Anamnesis. Augustin mezi Platonem a Plotinem (2015); Přátelství v Augustinových Vyznáních (2020); Plotin u řeckých raně křesťanských autorů: od Eusebia z Caesareje k Janu Filoponovi (2020). Další studie, uveřejněné též cizojazyčně (kupř. Von Augustin zu Abaelard. Studien zum christlichen Denken, 2015), vyšly česky v několika svazcích: Studie z patristiky a scholastiky I-II (Praha 1997–2003); Čas a řeč: Studie o Augustinovi, Řehořovi z Nyssy a Bernardovi Silvestris (2007); Ideje a slova: Studie k Augustinovi, Plotínovi, Abélardovi, Dionysiu Areopagitovi a Anselmovi (2010); Duše zrcadlo. Studie ke Kappadočanům, Augustinovi a Abélardovi (2016); Duše, prozřetelnost a svoboda, podle Origena (2018); Látka, tělo, vzkříšení podle starokřesťanských autorů (2022); Umění, svoboda, láska podle Augustina (2023).
Patristika zajímá Lenku Karfíkovou jako období, kdy křesťanství vstoupilo do světa antického myšlení a vytvořilo z jeho stavebních kamenů novou syntézu, která znamenala proměnu také pro ně samo. Je to doba nového začátku, o němž se dopředu neví, co z něj bude, potenciál velkých rozporů, které na půdě dosavadního myšlení nelze nijak spojit.
V roce 2016 vydala Lenka Karfíková s kolektivem autorů z ETF a CMTF UP obsáhlý svazek Gnadenlehre in Schrift und Patristik jako součást Handbuch der Dogmengeschichte (Freiburg i. B.: Herder), kde zpracovala články k Atanášovi z Alexandrie, Řehořovi z Nyssy, Teodorovi z Mopsuestie, Augustinovi a Janu Eriugenovi.
S Věrou Koubovou spolupracovala na knize Duše zrcadlo: Studie ke Kappadočanům, Augustinovi a Abélardovi, která vyšla v nakladatelství Triáda (2016). Název knihy je přejat z komentáře ke starozákonní Velepísni Řehoře z Nyssy, který si duši představoval jako zrcadlo, které odráží to, k čemu se obrátí. Patristická témata jsou zde doprovázena současnými fotografiemi Věry Koubové, které s texty pozoruhodně souzní a vytváří tak v knize jakýsi prostor vzájemného výkladu, doplnění, rozhovoru těchto dvou zcela různých pohledů.
Prvním filozofickým učitelem Lenky Karlíkové byl Daniel Kroupa, který před rokem 1989 pořádal bytové semináře uvádějící do filozofie Edmunda Husserla, Martina Heideggera a Jana Patočky. Během studia na Komenského evangelické teologické fakultě ji zaujaly i jiné obory: biblická věda díky prof. Janu Hellerovi a prof. Petru Pokornému, dějiny křesťanského myšlení díky prof. Amedeo Molnárovi. Na studiích v cizině ji nejvíce upoutal prof. Werner Beierwaltes v Mnichově, který se zabýval novoplatonismem a jeho recepcí v křesťanství. Ze všech těchto vlivů se formoval její vlastní zájem o patristické a středověké autory ovlivněné platonismem a také o platonismus samotný.
V rámci výuky filozofie na Evangelické teologické fakultě se Lenka Karfíková zabývá rovněž moderní filozofií (H.-G. Gadamer, P. Ricoeur, J. Patočka aj.). Svou výuku a filozofické semináře chápe jako „lectio philosophorum“, tj. studenti se v nich mají naučit číst a vykládat texty evropské tradice platící jako klasické, tj. především porozumět otázkám, které si autoři kladli, materiálu, který měli k dispozici, a metodám, které pokládali za korektní.
V letech 2010-2021 Lenka Karfíková pobývala pravidelně na badatelských pobytech na Université de Fribourg ve Švýcarsku, kde se věnovala práci na článcích, překladech a monografiích. Účastní se práce na vícerých grantových projektech. Byla hlavní řešitelkou post-doktorandského projektu AV ČR, grantových projektů GA ČR, grantového projektu z Fondu rozvoje vysokých škol, projektu Výzkumných center MŠMT ČR pro Centrum pro práci s patristickými, středověkými a renesančními texty, a účastnila se projektů universitního centra excelence „Historie a interpretace Bible“ a „Universitní centrum pro studium antické a středověké tradice“. V letech 2015-2023 se zásluhou Lenky Karfíkové Evangelická teologická fakulta podílela na mezinárodním programu The History of Human Freedom and Dignity in Western Civilization (A Marie Curie Innovative Training Network ITNHHFDWC-676258), jenž se z různých perspektiv věnovalo dílu a recepci myšlenek starokřesťanského autora Origena z Alexandrie, zejména jeho koncepci svobody.
V letech 2018-2023 byla Lenka Karfíková hlavní řešitelkou projektu Universitní centrum pro studium antické a středověké tradice (UNCE 204053), které navazovalo na činnost stejnojmenného centra působícího na Univerzitě Karlově v letech 2012–2017, na němž se podílela jako seniorka. Tento projekt měl za cíl studium široce pojaté myšlenkové tradice antiky a středověku a podporu mladých perspektivních badatelů, kteří se tomuto studiu věnují. Na činnosti centra se podíleli badatelé ze čtyř fakult UK (ETF, FF, FHS, KTF).
Lenka Karfíková je členkou mnoha odborných organizací a oborových rad: Academia Platonica septima Monasteriensis (Münster), Association Internationale d´Études Patristiques (národní korespondent za ČR, v letech 2015-2019 místopředsedkyně), Patristická společnost ČR (předsedkyně), Česká platónská společnost (Praha), vědecká rada CMTF UP (Olomouc), vědecká rada ETF UK (Praha), vědecká rada FF MU (Brno), oborová rada „filozofie“ ETF UK (Praha), předsedkyně, oborová rada „religionistika“ FF UK (Praha), ediční rada časopisu Reflexe, Učená společnost ČR, kde je od roku 2022 předsedkyní sekce věd společenských a humanitních, ediční rada časopisů Vigiliae Christianae a Augustiniana.
Opakovaně získala čestné uznání za vědeckou monografii rektora UP v Olomouci (1999, 2003, 2012, 2014).